# يو-ماتيك

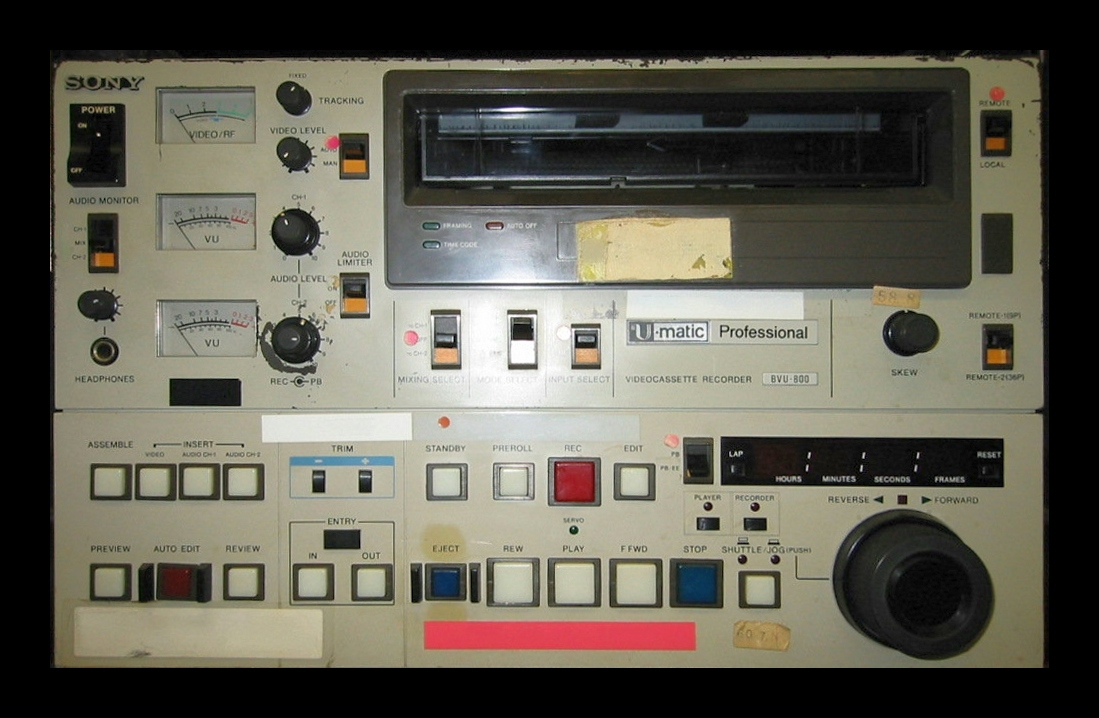
Sony U-matic VTR BVU-800

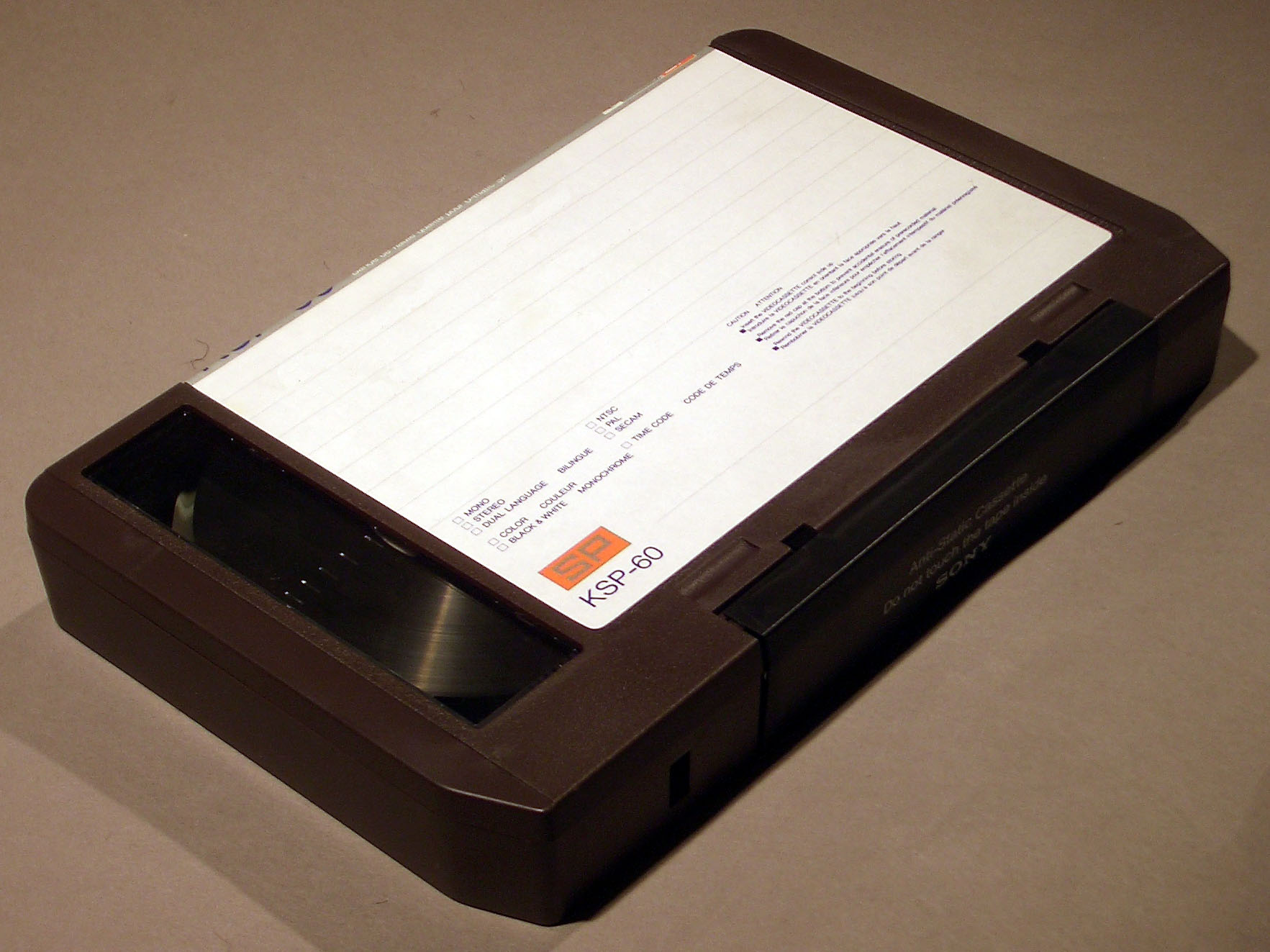
كاسيت يو-ماتيك

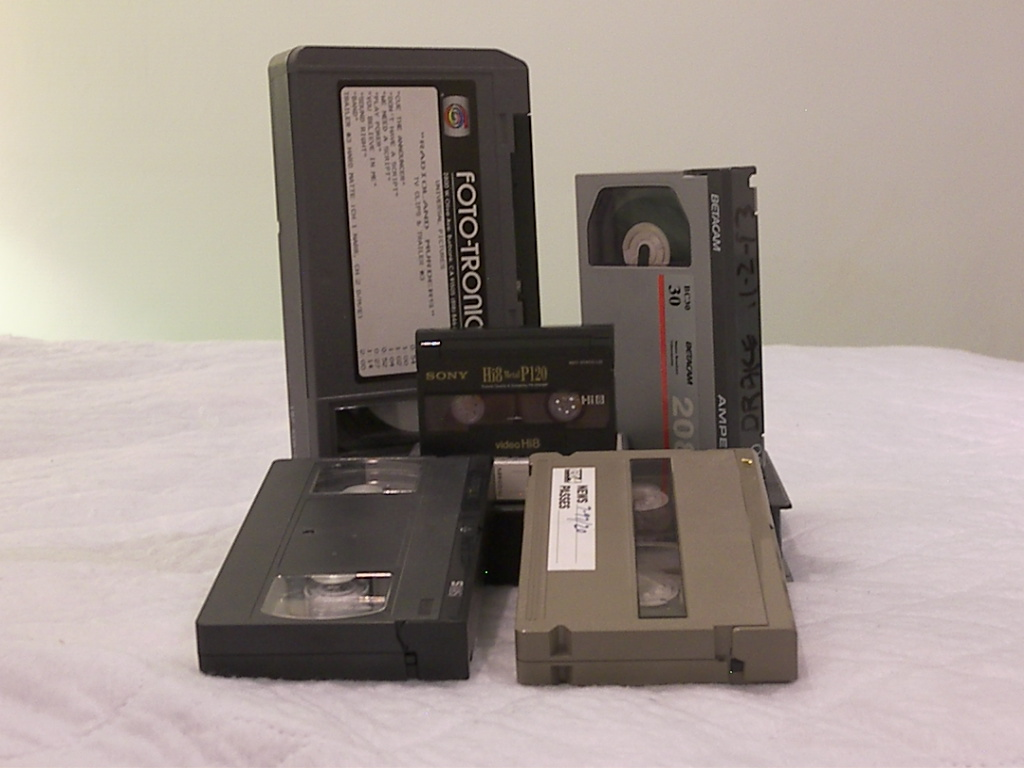
كاسيت يو-ماتيك من الجهة اليسرى خلفاً و بجواره (للمقارنة) كاسيتات أنظمة أخرى معاصرة له

يو-ماتيك '''U-matic''' هي صيغة تسجيل فيديو كاسيت تماثلي عُرِضَت أول مرة من قِبَل شركة سوني كنموذج أولي في أُكتوبر عام 1969، وطُرِحَت في الأسواق في سبتمبر عام 1971. كانت صيغة U-matic من أول أنظمة الفيديو التي تستخدم شريطاً مغناطيسياً ضمن كاسيت، على خلاف الأنظمة التي تقوم على مبدأ من بكرة إلى بكرة أو على مبدأ البكرة المفتوحة وهي الأنظمة التي كانت شائعةً حينها.
على عكس معظم الأنظمة التي تستخدم الكاسيت، تقوم بكرتا التغذية والسحب في نظام U-matic بالدوران في اتجاهين متعاكسين أثناء التشغيل والتقديم السريع والترجيع. توجد آلية مضمَّنة في كاسيت U-matic تقوم بإقفال البكرتين للمحافظة على الشريط ملفوفاً عليهما بشدة ومنع انفلاته أثناء وجود الكاسيت خارج جهاز التشغيل، وتقوم هذه الآلية بتحرير البكرتين فور خروج الشريط من الكاسيت ضمن جهاز التشغيل. الكاسيت مزود بغطاء ذي نابضٍ مُرجِعٍ يعمل على حماية الشريط من العوامل الخارجية، وحالما يوضع الكاسيت ضمن جهاز التشغيل، يُفتَح الغطاء سامحاً للجهاز بسحب الشريط ولفه حول أسطوانة الرؤوس..

## التطوير

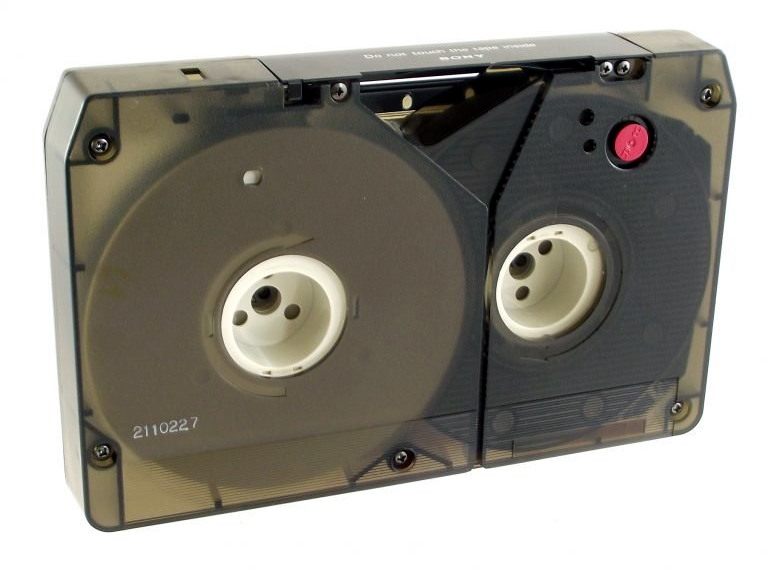
شريط يو ماتيك في غلاف شبه شفاف يمكن رؤيته من الأسفل. وهذا يسمح برؤية بكرات متداخلة بشفة واحدة لكل بكرة.

في شهر مارس من عام 1970، توصلت كل من سوني وماتسوشيتا و JVC وخمس شركات أخرى غير يابانية إلى اتفاقٍ حول مواصفات قياسية موحدة لنظام يو-ماتيك.
كان شريط الفيديو الخاص بنظام يو-ماتيك ذا عرض 3\4 إنش (19 ملم) لذلك كان يُعرَف عادةً باسم «ثلاثة أرباع الإنش» أو ببساطة «ثلاثة أرباع» مقارنةً بصيغ أشرطة الفيديو القائمة على البكرة المفتوحة والتي كانت منتشرةً حينها، مثل شريط الفيديو من النمط C ذي عرض 1 إنش (25 ملم)، وشريط فيديو Quadruplex ذي عرض 2 إنش (51 ملم).
الجيل الأول من مسجلات يو-ماتيك كان يضم موديلات ضخمة يتراوح عرض الواحد منها بحدود 30 إنش (76 سم) وارتفاع حوالي 12 إنش (30 سم) وعمق حوالي 24 إنش (61 سم)، مما يتطلب أسلوباً خاصاً في تجهيز أماكن وضعها، كما كانت تعتمد على آلية تحكم ميكانيكية تقتصر على وظائف التشغيل والتسجيل والترجيع والتقديم السريع والإيقاف والإيقاف المؤقت.
ترجع تسمية نظام يو-ماتيك إلى شكل المسار الذي يتخذه الشريط حول أسطوانة الرؤوس، والذي يشابه شكل الحرف U، علماً أن النظام يعمل بتقنية المسح اللولبي، ومدة التسجيل التي يسمح بها هي ساعة واحدة فقط.

## طرح النظام
عند طرح نظام يو-ماتيك خلال عام 1971 كانت سوني تهدف إلى جعله منتَجاً من المستوى الاستهلاكي، ولكن ذلك التوجه لم ينجح نتيجة ارتفاع تكاليف إنتاج الأجهزة الأولى العاملة بنظام يو-ماتيك مما سبب ارتفاعاً كبيراً في أسعار البيع بشكلٍ لا يناسب الأسواق الاستهلاكية. رغم ذلك، كانت أسعار أجهزة يو-ماتيك مناسبةً للجهات العاملة في المجالات الصناعية والتعليمية، ونتيجةً لذلك انتقلت سوني بنظام يو-ماتيك إلى الأسواق الاحترافية والصناعية والتعليمية حيث شهد نجاحاً كبيراً جداً.
كذلك شهد نظام يو-ماتيك نجاحاً أكبر في مجال صناعة البث التلفزيوني في منتصف عقد السبعينات من القرن العشرين، وذلك عندما قامت العديد من محطات التلفزة المحلية والوطنية باستخدام نظام يو-ماتيك بعد ظهور أول وحدة يو-ماتيك نقالة عام 1974 وهي جهاز SONY VO-3800.

## الموديلات

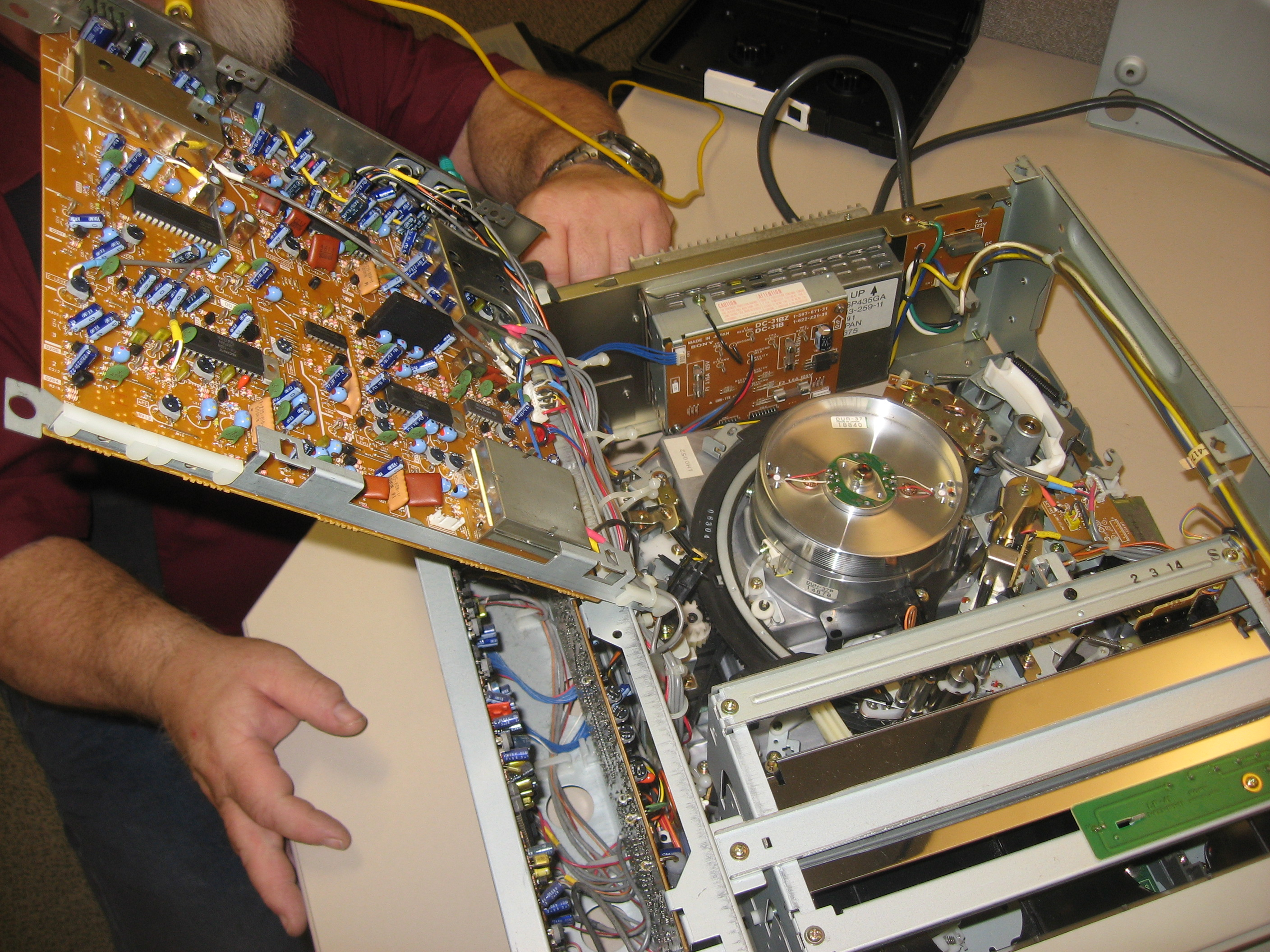
مشغل يو-ماتيك قيد الصيانة

بالإضافة إلى كاسيت يوماتيك القياسي فقد توفر كاسيت يو-ماتيك بأبعاد أصغر، وعُرِفَ رسمياً باسم U-Matic S. بشكلٍ مشابهٍ لكاسيت VHS-C فقد تم تطوير كاسيت U-Matic S كنسخة أكثر قابلية للنقل ليتم استخدامه في أجهزة أصغر حجماً كما في موديلات VO-4800، VO-6800، BVU-50، BVU-100 و BVU-150 من سوني، إضافةً إلى موديلات أخرى من سوني وماتسوشيتا ومصنِّعين آخرين.
لتخفيض الوزن والحجم في معدات يو-ماتيك النقالة المستخدمة ميدانياً، فقد زوِّدَت بوحدة تغذية كهربائية خارجية، بالإضافة إلى إمكانية التشغيل باستخدام بطاريات نيكل-كادميوم قابلة للشحن.